# Paradeudorix petersi
Paradeudorix petersi is een vlinder uit de familie van de Lycaenidae. De wetenschappelijke naam van de soort is voor het eerst gepubliceerd in 1956 door Henri Stempffer en Neville Henry Bennett.
De soort komt voor in de primaire regenwouden van Guinee, Sierra Leone, Liberia, Ivoorkust en Ghana.